# Christazhofen
Christazhofen ist eine Ortschaft der Gemeinde Argenbühl im Landkreis Ravensburg in Baden-Württemberg im Württembergischen Allgäu.

## Geographie

### Lage
Das Dorf liegt 6,5 km nordwestlich von Isny und bietet aufgrund seiner freien Lage einen weiten Rundblick über das hügelige Alpenvorland. Im Ort mündet die L 265 in die L 320. 5 km westlich verläuft die A 96.

### Orte
Zur ehemaligen Gemeinde und heutigen Gemarkung Christazhofen gehören folgende Weiler und Wohnplätze:
- Baldenhofen mit Berg, Hinterberg, Lutzeney, Unterstaig und Witzenstaig
- Bliderazhofen mit Bommeles und Eck
- Christazhofen mit Fuchsloch, Halden, Hofbrand, Schachen und Steinacker
- Enkenhofen mit Burgstall, Grütt Seehalden, Gaisau, Neidegg und Tobelmühle
- Gottrazhofen mit Staig, Altbuch, Gschwend und Riesers
- Oberharprechts mit Kreuzbühl und Semmersteig
- Ried
- Unterharprechts mit Argenbauer, Loritz, Maierhof und Schwabenhof

## Geschichte
Am 1. Januar 1972 wurde Christazhofen im Zuge der Gemeindereform mit fünf weiteren Gemeinden zur neuen Gemeinde Argenbühl zusammengeschlossen.

## Struktur
Die knapp über 1000 Einwohner der landwirtschaftlich strukturierten Ortschaft machen etwa 15 % der Einwohnerzahl der Gesamtgemeinde aus.

### Vereine
Es gibt einen Kirchenchor, einen Musikverein, die katholische Landjugend und einen Sportverein.

### Sehenswertes
In Christazhofen stehen die Pfarrkirche St. Mauritius mit ihrem alten Hochaltar und der architektonisch reizvolle Neubau der Grundschule mit Turn- und Festhalle, in Enkenhofen die Pfarrkirche St.Laurentius, in Gottrazhofen die Hammerschmiede.